# Lewis Nash
Lewis Nash, (Phoenix, 1958. december 30. –) amerikai dzsesszdobos.

## Pályafutása
Nash szülővárosában nőtt fel. Középiskolai tanára ösztönözte a dzsesszjáték elsajátítására.
A 18 évesen Nash már a Phoenixbe látogató zenészek keresett zenésze volt. 1981-ben New Yorkba költözött csatlakozni Betty Carter zenekarához.
2012-ben a The Nash Jazz Club nynyitott meg Phoenixben.
2017-ben Nash az Arizona State University dzsessztudományi karához szakoktatóként került, professzornak nevezték ki. Nash a műfajok széles skálájához való alkalmazkodóképességéről ismert, amit az olyan különböző zenészekkel való fellépései is bizonyítanak. 2008-ban Nash a Blue Note Records 70. évfordulója tiszteletére alapított The Blue Note 7 septett tagja lett.
A Modern Drummer magazine szerint Nash-nek van az egyik leghosszabb dzsesszdiszkográfiája: több mint 400 lemezen játszott.
Pályája során Dizzy Gillespie, Sonny Stitt, Oscar Peterson, Ray Brown, Gerald Wilson, Horace Silver, Ron Carter, Hank Jones, Milt Jackson, Art Farmer, McCoy Tyner, Wynton Marsalis, Branford Marsalis, Clark Terry, Joe Williams, Nancy Wilson, Kenny Burrell, Jimmy Heath, John Lewis, J.J. Johnson, Sonny Rollins, Bud Shank, Scott Hamilton, Jackie McLean, Cyrus Chestnut, Pat Martino, Tommy Flanagan, Don Pullen mellett is dobolt.

## Zenekarvezető
- Rhythm Is My Business (1989)
- It Don't Mean a Thing (2003; Japanese import)
- Stompin' at the Savoy (2005; Japanese import)
- The Highest Mountain (2012)
- Duologue with Steve Wilson (2014)

## Díjak
Lewis Nash számos felvételen szerepel, köztük a Grammy-díjas, 1988-as Look What I Got című CD-n.